# Regeneration
Pour les articles homonymes, voir Régénération (homonymie).
Pour plus de détails, voir Fiche technique et Distribution.
Regeneration est un film américain muet de Raoul Walsh, sorti en 1915. Le film est considéré comme l'un des premiers films de gangsters de l'histoire.

## Synopsis
Après la mort de sa mère, Owen Conway, âgé de 10 ans, se retrouve orphelin. Il est recueilli par ses voisins, les Conways. Jim Conway est rustre et alcoolique, il met Owen à la porte. À 17 ans, Owen travaille sur les docks de New York, et défend un bossu lorsque celui-ci est attaqué par Skinny. 
À 25 ans, Owen est à la tête d'un gang dont l'essentiel du temps est consacré à boire, jouer et se bagarrer. Il rencontre Marie Deering, une jeune femme de la haute société qui, perturbée par la souffrance qu'elle découvre, devient une travailleuse sociale. Owen tombe amoureux de Marie. 
Un jour, Skinny tente de violer Marie. Lorsqu'Owen arrive, Skinny tire sur lui, mais blesse mortellement Marie par erreur. Avant de mourir, elle fait promettre à Owen de ne pas chercher à se venger. Le bossu tue alors Skinny, et plus tard il prie avec Owen sur la tombe de Marie. 

## Fiche technique
- Titre original : Regeneration
- Réalisation : Raoul Walsh
- Scénario : Raoul Walsh et Carl Harbaugh, d'après My Mamie Rose: The Story of My Regeneration d'Owen Kildare et la pièce The Regeneration adaptée du livre d'Owen Kildare et Walter Hackett
- Photographie : Georges Benoît
- Musique d'accompagnement (DVD, 2002) : Maximilien Mathevon
- Production : William Fox
- Société de production : Fox Film Corporation
- Société de distribution : Fox Film Corporation
- Pays de production :  États-Unis
- Langue originale : anglais
- Format : noir et blanc — 35 mm — 1,37:1 — Film muet
- Genre : Biopic, drame, romance et film de gangsters
- Durée : 72 minutes
- Date de sortie :
  - États-Unis : 13 septembre 1915
- Licence : Domaine public

## Distribution
- John McCann : Owen, à 10 ans
- Harry McCoy : Owen, à 17 ans
- Rockliffe Fellowes : Owen, à 25 ans
- James A. Marcus : Jim Conway
- Maggie Weston : Maggie Conway
- William Sheer : Skinny
- Carl Harbaugh : le procureur Ames
- Anna Q. Nilsson : Marie Deering
- Peggy Barn : une femme